# Kamila Polívková
Kamila Polívková (30. března 1975 Brno) je scénografka a režisérka. Vytvořila kostýmní výpravy a scénografie k českým i zahraničním inscenacím, z nichž některé získaly ocenění a hrály se na mezinárodních festivalech i scénách. Režisérsky debutovala v Pražském komorním divadle (Divadlo Komedie), věnuje se především inscenacím textů současných autorek a autorů a má za sebou řadu mezinárodních projektů a spoluprací.

## Život a kariéra
V roce 1993 absolvovala obor návrhářství a modelářství oděvů na Střední průmyslové škole textilní v Brně, v letech 1998–2004 studovala scénografii na Janáčkově akademii múzických umění v Brně. Nejdříve pracovala pro brněnské výtvarné studio Veselý Design. Jako kostymérka začínala v HaDivadle, pak v Divadle 7 a půl v Brně. Později vytvořila kostýmní výpravy a scénografie k inscenacím v různých divadlech, například Husa na provázku Brno, Národní divadlo Brno, Národní divadlo Praha, Městské divadlo Zlín, Divadlo Petra Bezruče Ostrava.
Od roku 2004 působila v Pražském komorním divadle v Praze jako kostýmní výtvarnice a scénografka. Dramaturgie divadla se zaměřovala především na současnou českou, rakouskou a německou dramatiku. Od roku 2007 tvořila pro Divadlo Komedie také grafický design a fotografie. Od roku 2005 pracovala s režisérem Dušanem Davidem Pařízkem i v německy mluvících zemích, například v Deutsches Schauspielhaus Hamburk, Schauspielhaus Curych, Deutsches Theater Berlín, ve Vídni v Burgtheateru a Volkstheateru. Po prvním inscenačním projektu Květy skořicovníku na počátku divadelní sezóny 2009/2010 debutovala jako režisérka s vlastní dramatizací románu Thomase Brussiga Hrdinové jako my.
Po zániku Divadla Komedie se stala kmenovou režisérkou Studia Hrdinů, spolupracuje s Divadlem X10, HaDivadlem, s Divadelním spolkem Frída, s Divadlem Husa na provázku aj. Působí i na zahraničních scénách, například v Slovenském národném divadle v Bratislavě, Nationaltheater Mannheim. Jako výtvarnice kostýmů se podílela na filmu z roku 2012 Odpad město smrt, jako režisérka na seriálu Slovenská čítanka a Maďarská čítanka, pracovala také jako kostymérka, scenáristka, scénografka a režisérka divadelních záznamů.
V roce 2008 prezentovala svoji tvorbu na výstavě Proměny – Divadelní výtvarnice na přelomu tisíciletí pořádané Českou organizací scénografů, divadelních architektů a techniků ve spolupráci s Institutem umění Divadelního ústavu ČR a Galerií kritiků v Praze. Jako herečka se objevila v malé roli ve filmu z roku 1996 ...ani smrt nebere.
Byla nominovaná na Cenu Alfréda Radoka v kategorii Talent roku 2010. V kategorii Scénografie roku 2009 byla nominovaná za výpravu k inscenaci Lvíče a na cenu Český lev 2012 za nejlepší výtvarné řešení filmu Odpad město smrt. Za režii vlastní adaptace Sjónova románu Skugga Baldur obdržela v roce 2015 Cenu Divadelních novin v kategorii Alternativní divadlo sezóny 2015/2016. V roce 2020 získala Cenu Divadelních novin za sezónu 2019/2020 v kategorii Činoherní divadlo za režii inscenace Prezidentky v brněnském HaDivadle. Je držitelkou Ceny Josefa Balvína za rok 2022 za inscenaci Zeď.